# Bonneveau
Bonneveau település Franciaországban, Loir-et-Cher megyében. Lakosainak száma 455 fő (2022. január 1.). Bonneveau Cellé, Sougé, Troo, Bessé-sur-Braye és La Chapelle-Huon községekkel határos.

## Népesség
A település népességének változása:
| Lakosok száma | 387  | 486  | 519  | 500  | 490  | 479  | 467  | 459  | 458  | 455  |
|               | 1968 | 1982 | 1990 | 2006 | 2013 | 2015 | 2017 | 2019 | 2020 | 2022 |